# Венсан, Стенио Жозеф
Стенио Жозеф Венсан (фр. Sténio Joseph Vincent, 22 февраля 1874 — 3 сентября 1959) — гаитянский политический деятель, президент Гаити. Находился у власти с 18 ноября 1930 по 15 мая 1941 года.

## Биография
Стенио Венсан родился 22 февраля 1874 года в Порт-о-Пренс, в мулатской семье.  После получения образования работал юристом, однако после ушёл в политику, вступив в Национальную партию. От этой партии, и благодаря поддержки будущего президента Синсиннатюса Леконта, стал мэром Порт-о-Пренса в 1907 году, и был им до 1909 года. Разочарованный националистами, он вышел из Национальной партии незадолго до Первой мировой войны. Он поддержал действия бывшего президента Ореста Замора, который боролся против крестьян из организации Cacos (установившими диктатуру 1914 — 1915 гг.).
После революции 1915 года, вследствие которой был свергнут и убит президент Жан Симон Сан, он отправился в изгнание в Ла-Пас.
В этом же году Гаити была оккупирована Соединёнными Штатами. Венсан вернулся в страну и поддержал оккупацию и нового президента Дартигенава, который назначил его министром внутренних дел и общественных работ в 1916 году. Позднее, Венсан выступал против оккупации Гаити США, выступая против президентов Филиппа Сюдра Дартигенава и Луи Борно.
После отставки Луи Борно он поддержал временного президента Луи Эжена Роя, которого считал политиком с антиамериканскими взглядами, однако быстро разочаровался в последнем, из-за его нежелания восстановить суверенитет Гаити. После этого, он становится главой правящей Консервативной партии и требует отставки Роя, который соглашается.
На президентских выборах 1930 года, он был избран президентом этой страны.

## Президентство

#### Первый срок

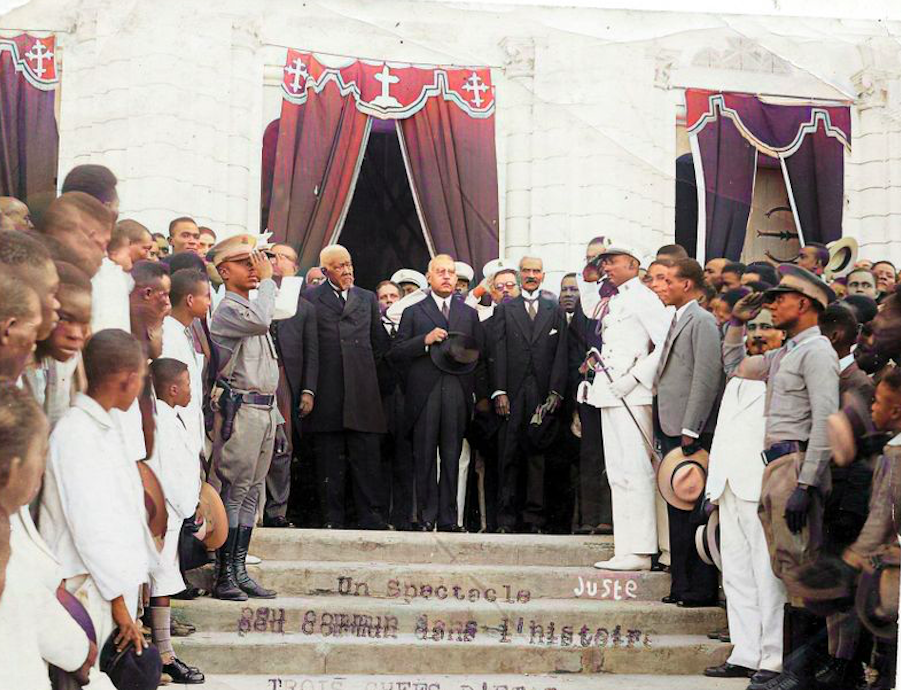
Инаугурация Стенио Венсана, 1930 г.

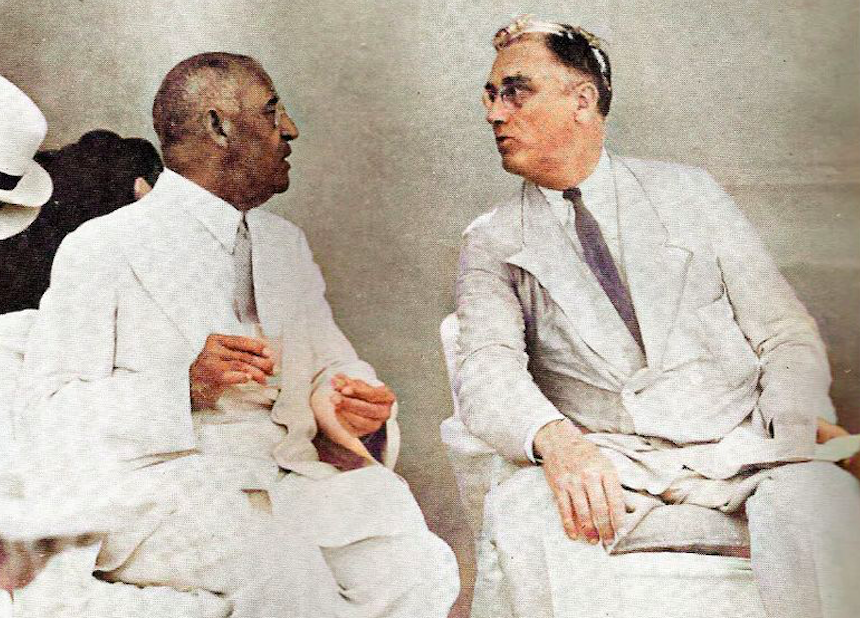
Стенио Венсан и Франклин Рузвельт, 1934 г.

Как только он пришел к власти, он создал так называемое «железное» правительство и попросил принять американских представителей. Президент США Герберт Гувер, чувствуя, что оккупация больше не отвечает интересам Соединенных Штатов, создал аналитический центр, возглавляемый Уильямом Кэмероном Форбсом. Однако, Гувер не принимает официального решения, что злит сторонников Венсана, проголосовавших за него. Но фактически вывод войск начался, когда в 1933 году Гувера сменил Франклин Рузвельт, который согласился с Венсаном и 1 августа 1934 года официально подписал конец американской оккупации.

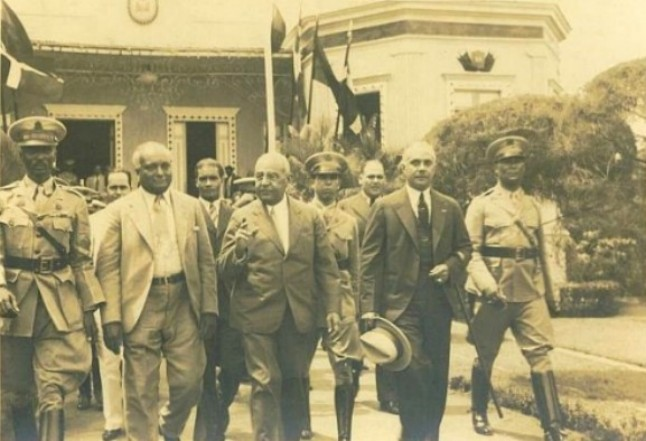
Государственный секретарь Эли Леско, Стенио Венсан и президент Доминиканской Республики Рафаэль Трухильо, 1935 г.

В ноябре 1931 года он открыто выступил против переворота генерала Рафаэля Трухильо в Доминиканской Республике и поддержал свергнутого президента Орасио Васкеса.
В 1934 году он своим указом отменил закон о ссылке, распространявшийся на членов бывшей императорской семьи Сулуков.
В 1935 году, имея высокую популярность, он объявил себя кандидатом на пост президента и практически не встретил конкуренции.

#### Второй срок
Переизбранный 2 июня 1935 года, он до сих пор пользуется значительной популярностью благодаря своим действиям по прекращению оккупации. Но, несмотря на это, он не может предотвратить подъём коммунистических и других радикальных движений. В ответ на создание ультралевых организаций (например, Коммунистической партии Гаити) президент начинает репрессии против коммунистов — например, он выслал их лидера, известного писателя Жака Румена.
Венсан, также, организовывает плебисцит о продлении своего президентского срока, который он выиграл и оставался президентом до 1941 года, став де-факто диктатором.
В октябре 1937 года была совершена так называемая «Петрушечная» резня — серия убийств, совершенных после решения доминиканского диктатора Трухильо физически уничтожить гаитян, работающих на плантациях на западе страны. Событие спровоцировало несколько демонстраций в Порт-о-Пренсе против неспособности президента осудить доминиканского диктатора и защитить гаитянских рабочих.
После запроса о нескольких санкциях Венсана наконец услышали, и Трухильо согласился на переговоры. В конце этой встречи глав двух государств, Доминиканская Республика была вынуждена оказать финансовую поддержку правительству Гаити. Но очень быстро отношения между двумя странами снова были нарушены, и Венсан добился принятия новых законов, чтобы защитить границы в случае доминиканского нападения. Отношения между странами стали вновь напряжёнными.
К концу своего срока он отошел от политической линии Рузвельта. Несмотря на свои хорошие отношения с Франклином Рузвельтом, он отказался в начале Второй мировой войны поддержать союзников. В конце концов, он отошел от политической линии Рузвельта.
Отказавшись баллотироваться на третий срок, он позволил своему главному советнику Эли Леско представлять Консервативную партию на президентских выборах 1941 года, который победил на них.

## Жизнь после президентства
После ухода из власти Венсан, далекий от политических интриг, сохраняет за собой пост почетного председателя Консервативной партии. После окончания Второй мировой войны он продолжал поддерживать политику Леско, вплоть до его свержения в январе 1946 года.
Во время президентских выборов 1950 года он не поддержал кандидата от собственной партии Жозефа Немура Пьер-Луи и отдал предпочтение полковнику Полю Маглуару, победившему в голосовании в первом туре.
В 1957 году, после прихода к власти Франсуа Дювалье и установления его диктатуры, он покинул страну и призвал к сопротивлению диктатуре. Он умер в изгнании в Нью-Йорке в 1959 году.